# ポリプチコセラス
ポリプチコセラス（学名： Polyptychoceras ）は、コニアシアンからカンパニアンにかけて後期白亜紀の海に生息していた、ディプロモセラス科に属するアンモナイトの属。一般に異常巻きと呼ばれるアンモナイトのグループである。日本でも数多く産出しているが、完全な姿で発見されることは稀である。

## 命名
本属を構成する種の命名は複雑な歴史を辿った。ポリプチコセラス属は矢部長克が1927年に命名した。ポリプチコセラスの1種 P. yubarense は1894年に神保小虎が後のシンタイプ標本を論文中に図示していたがこの時点では命名されず、ハミテス属の未同定種（Hamites  sp.）とされた。1927年に矢部により裸名が提唱されたがこれは不適格とされている。1935年に Hamites sp. は Subptychoceras yubarense として提唱され、これが現在の P. yubarense の原記載として扱われる。P. yabei は1931年に命名され、種小名は矢部への献名と考えられている。
属名は"Poly"（「たくさんの」）、"ptycho"（「折り畳まれた」）、"ceras"（「角」）に由来する。

## 特徴
大型のものでは20センチメートルに達する。殻は真っ直ぐに伸びた4,5本の軸（シャフト）とそれらを繋ぐU字型のターン部位で構成されており、トロンボーンに喩えられることもある。トロンボーン状の形態は、成長途中で姿勢が急激に倒立することに起因すると提唱されている。
表面には直線状の肋が走る。種にもよるが、肋には全身に見られる単肋、第4以降のシャフト前半部で見られる後方で切り立つ鋸歯肋、複数の峰を持つ複合肋、単肋と交互に観察される場合もある二重肋、シャフト開始部に見られる切り立った強肋、第2シャフトの中部から後部に出現する二重襟肋が見られる場合がある。
後述する P. haradanum の化石から、底生生物に近い生活を送っていたことが示唆されている。水のジェット噴射により反作用で高速移動した可能性は皆無ではないものの考えにくく、水深は不明であるが海の深い領域で浮力を調整しながら緩慢な上下運動をしていたと推測されている。また、現在のイカのように群れで暮らしていたと考えられている。

## 分類
ポリプチコセラス属はディプロモセラス科の根幹をなす属であり、系統的には極めて基盤的なディプロモセラス科である解けた平面螺旋のスカラリテス属から派生したとされる。また、姉妹群に少なくともライオプチコセラス属がいる。カンパニアン期ごろには北太平洋域でフィロプチコセラス属が本属から派生し、後に世界中に分布を拡大したと考えられている。

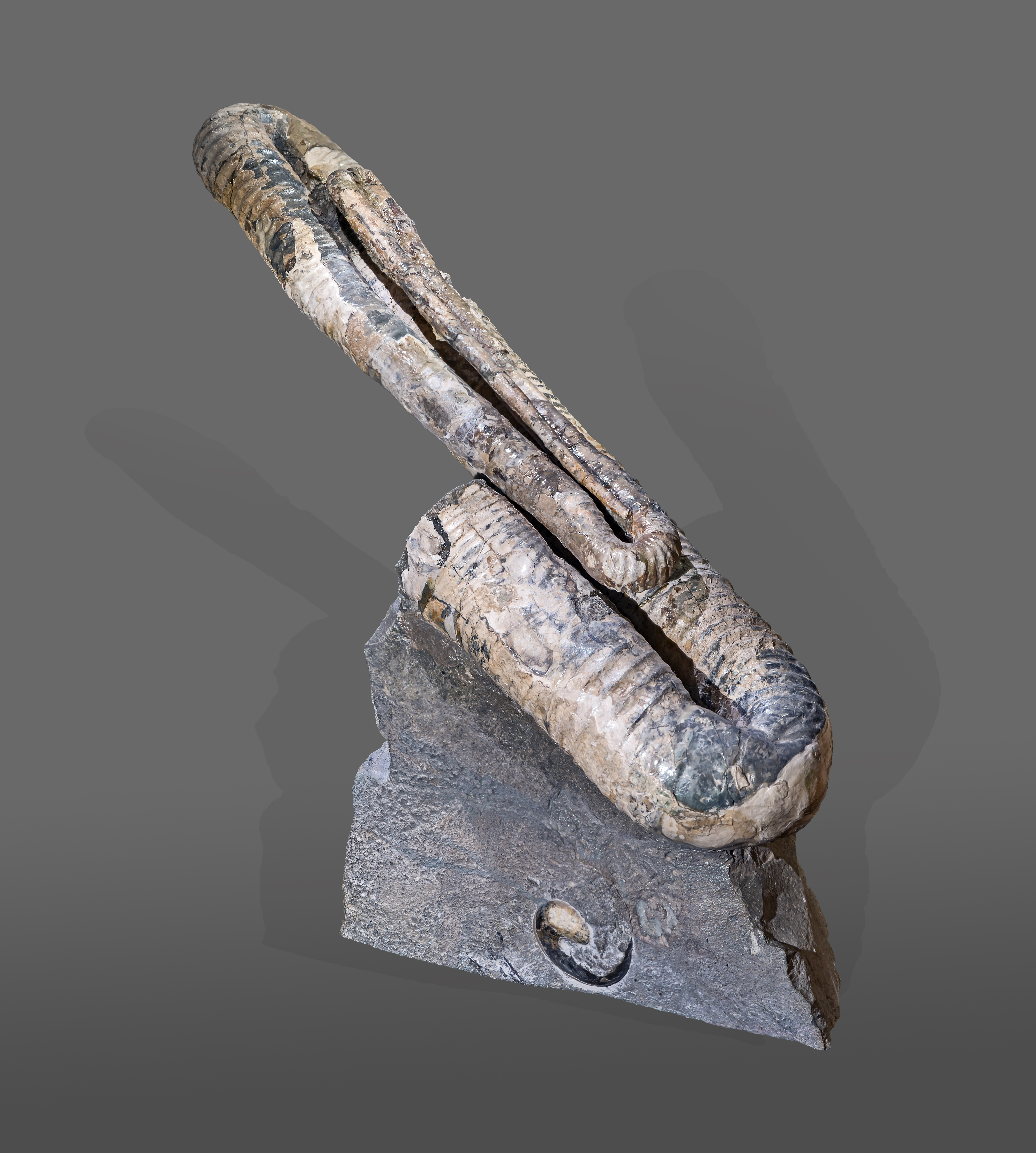
P. yubarense

ポリプチコセラス属には下位分類として以下に示す種が属する。
- Polyptychoceras mihoense

日本から産出しており、カンパニアン期を示す。
- Polyptychoceras pseudogaultinum(=P. subunduratum)

サントニアン - 前期カンパニアン。第5シャフト前半の肋間隔が不規則でかつ鋸歯肋を持つが、第4シャフト後半に複合肋を持たない。P. haradanum と比較して螺環断面は四角形に近い。
- Polyptychoceras haradanum

サントニアン - 前期カンパニアン。第5シャフト前半の肋間隔が不規則でかつ鋸歯肋を持つが、第4シャフト後半に複合肋を持たない。P. pseudogaltinum とは、大型であること、鋸歯肋が弱く疎であること、シャフトの前後半における拡大率の変化が小さいことなどで識別できる。
北海道小樽市からは、ポリプチコセラスよりも遥かに大型のアンモナイトであるユーパキディスカスの遺骸の気室に入り込んだ本種の化石が産出している。この化石は本種が海底近くで底生生物に似た生態をしていたこと、そしてその生態が属全体に共通した可能性があることを示唆している。
- Polyptychoceras obatai

イノセラムス・ナウマニやハウエリセラス・アンガスタムと共産することから、前期カンパニアンまで生息していた可能性がある。螺環の断面は楕円形で、殻表面の単肋はシャフトに対して斜めに傾いている。成長末期部位がΩ字型に大きく湾曲することから他の種と区別できる。
松本達郎が夕張市のサントニアン階で採集した化石から1977年に新属新種 Heteroptychoceras obatai として記載したが、海外ではポリプチコセラス属とする見解が主流である。
- Polyptychoceras obliquecostatum

ディディモセラス・アワジエンスと共に茨城県ひたちなか市の太平洋岸に分布する那珂湊層群平磯層の中部から類似する化石が産出している。
- Polyptychoceras obstrictum

単調な肋が規則正しく密に並ぶ。鹿児島県の四万十帯から類似するアンモナイトが産出している。
- Polyptychoceras vancouverensis

種小名に示される通りカナダのバンクーバーで発見された。同地では最も一般的に見ることのできる異常巻きアンモナイトである。
- Polyptychoceras (Subptychoceras) yubarense

第5シャフト前半の肋間隔が不規則でかつ鋸歯肋を持ち、第4シャフト後半に複合肋を持つ。
Howarth(1965)ではフィロプチコセラス属が本属の亜属として扱われていたが、Henderson(1970)とJagt et al. (2006)でアストレプトセラス属とフィロプチコセラス属へそれぞれ独立した。

## 産状
ノジュール中に保存されたポリプチコセラスの産状について、破損の少ない個体が堆積面と平行に均質泥岩部に保存されているケースは2002年時点で確認されていない。破損の少ない個体が堆積面に対して斜めから垂直の向きで均質泥岩部に保存されている場合、破損の少ない個体が堆積面に対して平行に化石密集部に保存されている場合、断片が堆積面と平行または乱雑な向きで化石密集部に保存されている場合、の3つが多く見られている。特に堆積面に対して斜めのものが本属には特徴的であるが、この場合はターン部が密集部に接触・突入して損壊していることが多く、反対側のターン部は長さゆえにノジュールからはみ出して失われていることが多い。化石密集部で水平に堆積した個体には、ほどなくして次のターン部を形成する段階で死亡したものが多い。断片化した個体では隔室が方解石に置換されたものが多く見られている。
斜めに堆積したポリプチコセラスが多く見られる理由としては、死亡後に海水が内部に流れ込んだ遺骸が上層の堆積物よりも低密度であることから浮力を獲得し、摩擦力を上回って立ち上がったことが挙げられている。

## 産地
ポリプチコセラス属は日本の北海道に分布する白亜系蝦夷層群で多産する。蝦夷層群の分布する地域では研究者のみならずアマチュアの化石収集家も盛んに採集を行っているが、本属の化石は持ち帰られずに砕かれて放置されていることが多い。これは管の伸びている構造ゆえに採集時に壊れやすいことや、愛好家の求めるノジュールの化石密集部から離れた部分に保存されていることが多いことに起因する。また多産することからニッポニテスのような希少価値が認められにくいという人為的な価値観も絡んでいる。
本州では岐阜県の旧根尾村に分布する美濃帯堆積岩から P. haradanum と思われるポリプチコセラスが産出しており、2008年に報告されている。同地域では以前より前期ジュラ紀のアンモナイト化石が報告されていたが、後期白亜紀のアンモナイトはこの報告が初となった。岩手県の旧種市町に分布する種市層、同じく岩手県の久慈層群国丹層でも報告されている。また鹿児島県の旧川辺町に分布する四万十帯からは P. obstrictum に類似したアンモナイト化石が産出している。